# Distrikt Sayapullo
Der Distrikt Sayapullo liegt in der Provinz Gran Chimú in der Region La Libertad in West-Peru. Der Distrikt wurde am 11. Februar 1855 gegründet. Er hat eine Fläche von 238,47 km². Beim Zensus 2017 wurden 6386 Einwohner gezählt. Im Jahr 1993 lag die Einwohnerzahl bei 8059, im Jahr 2007 bei 7993. Verwaltungssitz des Distriktes ist die 2357 m hoch gelegene Ortschaft Sayapullo mit 961 Einwohnern (Stand 2017). Sayapullo liegt 41 km ostsüdöstlich der Provinzhauptstadt Cascas.

## Geographische Lage
Der Distrikt Sayapullo liegt in der peruanischen Westkordillere im äußersten Osten der Provinz Gran Chimú. Entlang der nördlichen Distriktgrenze fließt der Río Chuquillanqui (auch Río San Jorge) nach Westen. Die kontinentale Wasserscheide der peruanischen Westkordillere verläuft entlang der östlichen Distriktgrenze.
Der Distrikt Sayapullo grenzt im Norden an den Distrikt Cospán (Provinz Cajamarca), im Osten an den Distrikt Cachachi (Provinz Cajabamba), im Süden an den Distrikt Huaranchal (Provinz Otuzco) sowie im Westen an den Distrikt Lucma.